# Гисинговци
Гисинговци (Güssing) је била угарска средњовековна племићка породица.

## Историја
Породица носи назив по брду Гисинг где је њихов предак имао тврђаву. Први познати припадник породице Гисинговаца био је Волфер. Он је поседовао тврђаву Вилдон у Штајерској. Помиње се 1157. године у исправи угарског краља Гезе II. Током 12. и 13. века, највише након татарске најезде, Гисинговци стичу све веће поседе у Заладској, Пожунској и Шомоћкој жупанији у западној Угарској. Постепено се шире и на леву обалу Драве, односно у Крижевачку жупанију. Под њиховом управом су градови Копривница, Вировитица и Пожега. Како су поседи били неповезани и раздвојени поседима других породица (нпр. Бабонића), често је долазило до сукоба. Волферов праунук, Хенрик II обављао је функцију палатина (1260-1267), бана Славоније (1267-1270), бана Усоре и Соли (1272-1273) и бана целе Славоније (1273-1274). Поред Бабонића и Горјанских, Гисинговци су били међу најмоћнијим угарским властеоским породицама. До новог успона Гисинговаца долази услед сукоба у последњим годинама владавине Арпадовића. Резултат је слабљења краљеве власти. У размирицама између чешког краља Отокара II, војводе Албрехта и Арпадовића, Хенрик 1273. године убија Белу, сина мачванског бана Ростислава Михаиловића. Године 1274. предводи племство које се супротставило враћању црквених поседа отетих у последњих 30 година. Као бан Славоније, учествује у побуни против краља Ладислава IV Куманца. Са свргнутим баном Јоакимом отима краљевог млађег брата Андрију и именује га краљем, настојећи да преко њега стекне власт. Погинуо је у бици у Бакоњској шуми 1274. године. Његови синови су: Иван, славонски бан (1275-1277, 1284, 1299) и палатин (1281-1282, 1287, 1303, 1306-1307), Никола, славонски бан (1281, 1287) и палатин (1276-1284-1286) и Петар (веспримски бискуп 1275-1288). Гисинговци воде рат против Бабонића. Године 1280. склопљен је мир. У борбама са војводом Албрехтом, Гисинговци губе Кисег 1289. године. Било је то њихово најчвршће упориште у западној Угарској. Тежиште њихове власти пребацује се у Славонију. Године 1292. заробили су последњег Арпадовића, Андрију III Млечанина. Овај чин изазвао је негодовање остале властеле, те су Гисинговци присиљени да ослободе Андрију. Мир су са њим склопили тек 1300. године. У сукобу су и са црквом, те су екскомуницирани (1297-1299). Четврти Хенриков син, Хенрик III Гисинговац, спомиње се први пут 1278. године. Управљао је деловима жупанија Толна, Шомоћке, Бодрошке и Барањске. Вршио је функцију бана Славоније (1301-1309). Изгледа да је присвојио и титулу херцега. Карло I Анжујски је по доласку на власт водио политику јачања краљевске власти сужавањем моћи великашких породица. Тако слабе и Гисинговци. Одржали су се до 1320.тих година када их је коначно сломио бан Микац. Николини наследници владали су Лудбрегом до половине 15. века.